# NC 다이노스의 개막전 라인업
NC 다이노스 역대 개막전 라인업은 NC 다이노스의 역대 개막전 선발출장 선수를 일컫는다.

## 역대 개막전 라인업
| 연도   | 일자     | 상대구단 | 구장 | 감독   | 선발투수 | 포수   | 1루수      | 2루수  | 3루수  | 유격수 | 좌익수 | 중견수 | 우익수   | 지명타자 | 비고   |
| ------ | -------- | -------- | ---- | ------ | -------- | ------ | ---------- | ------ | ------ | ------ | ------ | ------ | -------- | -------- | ------ |
| 2013년 | 4월 2일  | 롯데     | 마산 | 김경문 | 아담     | 김태군 | 모창민     | 박민우 | 이현곤 | 노진혁 | 권희동 | 박상혁 | 김종호   | 이호준   | 0:4 패 |
| 2014년 | 4월 1일  | KIA      | 광주 | 김경문 | 이재학   | 김태군 | 테임즈     | 박민우 | 모창민 | 손시헌 | 김종호 | 나성범 | 이종욱   | 이호준   | 0:1 패 |
| 2015년 | 3월 28일 | 두산     | 잠실 | 김경문 | 찰리     | 김태군 | 테임즈     | 박민우 | 모창민 | 손시헌 | 김종호 | 이종욱 | 나성범   | 이호준   | 4:9 패 |
| 2016년 | 4월 1일  | KIA      | 마산 | 김경문 | 해커     | 김태군 | 테임즈     | 박민우 | 박석민 | 손시헌 | 김성욱 | 이종욱 | 나성범   | 이호준   | 5:4 승 |
| 2017년 | 3월 31일 | 롯데     | 마산 | 김경문 | 맨쉽     | 김태군 | 스크러그스 | 지석훈 | 박석민 | 손시헌 | 권희동 | 김성욱 | 나성범   | 모창민   | 6:5 승 |
| 2018년 | 3월 24일 | LG       | 마산 | 김경문 | 왕웨이중 | 신진호 | 스크러그스 | 박민우 | 노진혁 | 손시헌 | 권희동 | 이종욱 | 나성범   | 모창민   | 4:2 승 |
| 2019년 | 3월 23일 | 삼성     | 창원 | 이동욱 | 버틀러   | 양의지 | 모창민     | 이상호 | 지석훈 | 노진혁 | 권희동 | 김성욱 | 베탄코트 | 박석민   | 7:0 승 |
| 2020년 | 5월 5일  | 삼성     | 대구 | 이동욱 | 루친스키 | 양의지 | 모창민     | 박민우 | 박석민 | 노진혁 | 김성욱 | 알테어 | 이명기   | 나성범   | 4:0 승 |
| 2021년 | 4월 4일  | LG       | 창원 | 이동욱 | 루친스키 | 양의지 | 강진성     | 박민우 | 박석민 | 김찬형 | 이명기 | 알테어 | 나성범   | 권희동   | 1:2 패 |
| 2022년 | 4월 2일  | SSG      | 창원 | 이동욱 | 루친스키 | 박대온 | 오영수     | 서호철 | 박준영 | 김한별 | 마티니 | 박건우 | 손아섭   | 전민수   | 4:0 패 |